# Euthraulus ortali
Euthraulus ortali is een haft uit de familie Leptophlebiidae. De wetenschappelijke naam van de soort is voor het eerst geldig gepubliceerd in 1992 door Sartori.
De soort komt voor in het Palearctisch gebied.